# Villeneuve-la-Guyard
Villeneuve-la-Guyard è un comune francese di 3 164 abitanti situato nel dipartimento della Yonne nella regione della Borgogna-Franca Contea.

## Società

### Evoluzione demografica
Abitanti censiti